# Achraf Ed Doghmy
Achraf Ed Doghmy (19 november 1999) is een Marokkaans wielrenner die anno 2023 rijdt bij de amateurploeg Kawkab AC Marrakech.

## Carrière
In 2022 werd Ed Doghmy voor het eerst nationaal kampioen op de weg; in 2023 prolongeerde hij deze titel. Daarnaast nam hij in 2023 veelal deel aan meerdaagse etappewedstrijden op Afrikaanse bodem. Zijn etappe overwinningen behaald hij in sprintetappes. Bij de wedstrijden waar hij aan deelnam reed hij veelal namens zijn land Marokko. Desondanks neemt hij deel aan wedstrijden namens de amateurploeg Kawkab AC Marrakech. In 2024 nam hij deel aan de Olympische Zomerspelen.

## Overwinningen
2022
 Marokkaans kampioen op de weg, elite
Challenge du Prince - Trophée Princier
2023
5e etappe Ronde van Sahel
 Afrikaans kampioenschap, wegwedstrijd
1e etappe Ronde van Benin
Eind- en puntenklassement Ronde van Benin
8e etappe Ronde van Kameroen
 Marokkaans kampioen op de weg, elite
Ploegentijdrit op de Pan-Arabische Spelen
1e etappe Grote Prijs Chantal Biya
4e en 10e etappe Ronde van Burkina Faso
2024
1e etappe Ronde van Benin
Eindklassement Ronde van Benin